# Cenerentola (film 2015)
Cenerentola (Cinderella) è un film del 2015 diretto da Kenneth Branagh.
Il film è l'adattamento cinematografico dell'omonima fiaba e remake in live action dell'omonimo film d'animazione del 1950.

## Trama
Ella figlia di un mercante di tessuti perde la mamma da bambina a causa di una malattia e anni dopo il padre per darle una madre, sposa la vedova di un vecchio amico Lord Sir Francis Tremaine, Lady Tremaine. La donna elegante ma altera, giunge con le due figlie Anastasia e Genoveffa e apparentemente si mostra gentile e piacevole, ma dopo che il nuovo marito parte per un lungo viaggio di lavoro prende il controllo della casa, segregando Ella in soffitta perché invidiosa della bellezza e della dolcezza di lei. Giorni dopo il padre di quest'ultima muore e la matrigna non avendo più denaro, decide di licenziare tutta la servitù e inizia a trattare Ella invece che alla stregua di una figlia come una serva, approfittandosi della sua gentilezza chiamandola anche Cenerentola. La povera ragazza è sottoposta ogni giorno alle angherie delle tre donne, pur mantenendo la promessa fatta alla madre di essere gentile e avere coraggio ma un giorno spazientita, scappa temporaneamente nella foresta e arrivata lì durante una battuta di caccia incontra un giovane. Costui è il principe che se ne innamora a prima vista, ma le tiene celata la sua vera identità e si presenta come Kit un "apprendista" di palazzo.
Il ragazzo per rivedere la fanciulla (che non gli ha rivelato il nome), decide di estendere gli inviti a un ballo imminente non solo ai nobili ma anche alla gente comune, sperando di poterla rivedere. La proposta viene accolta dal vecchio e malato padre ma guardata con sospetto dal granduca, che vuol far sposare il principe alla principessa Selina di Saragozza. Lady Tremaine ricevuta la notizia del ballo, spera di poter far maritare una delle due figlie al principe per risollevare le sorti della famiglia; dal canto suo anche Ella spera di partecipare alla festa, così da poter rivedere il suo "apprendista": tuttavia la sera del ballo presentandosi alla famiglia con uno dei vestiti di sua madre, viene umiliata dalla matrigna e da una delle sue due sorellastre che le fanno a pezzi l'abito, poiché Lady Tremaine sa benissimo che la sua bellezza avrebbe certamente distolto l'attenzione di chiunque dalle sue figlie.
Disperata e sola, Ella viene consolata da un'anziana donna che si rivela essere la sua fata madrina. Per ricompensarla di tutte le sue gentilezze, quest'ultima le concede di andare al ballo del principe, trasformando una zucca in una sontuosa carrozza, i topini in cavalli, due lucertole in lacchè e un'oca nel cocchiere. Poiché la fanciulla desidera andare al ballo proprio con l'abito della madre, la fata lo fa diventare azzurro, le dona un paio di scarpette di cristallo e per evitare che Ella sia riconosciuta dalla matrigna le fa un incantesimo. Prima di partire la donna la avverte che la magia avrebbe cessato il proprio effetto con l'ultimo rintocco della mezzanotte: dopo l'ultima raccomandazione, Ella parte alla volta del ballo.
Lì tutta l'attenzione si concentra su di lei, e nell'ammirazione e nell'invidia generale Kit la riconosce e inaugura le danze con lei; quest'ultimo si presenta come il principe e i due trascorrono la serata chiacchierando, fino a quando Ella non ode suonare la mezzanotte. La ragazza scappa dal ballo lasciando il principe, che non conosce il suo nome e a cui non resta altro che raccogliere una delle scarpette che Ella ha perso durante la fuga. Il re che ha visto il figlio realmente innamorato della misteriosa fanciulla, in punto di morte lo esorta a ritrovarla per farne la sua sposa.
Dopo il periodo di lutto viene emanato un altro editto: la fanciulla che avesse indossato alla perfezione la scarpetta di cristallo sarebbe diventata la sposa del nuovo re. Ella che ha custodito la scarpetta è emozionata all'idea di poter rivedere Kit, ma la matrigna che ha scoperto il nascondiglio della scarpetta, pensa già a come utilizzare il matrimonio tra l'odiata figliastra e il principe per poter governare il regno. Di fronte al rifiuto di Ella, la donna rompe la scarpetta e la rinchiude nella torre per poi portare i frammenti al granduca. Lady Tremaine confida all'uomo che la fanciulla misteriosa è solo una servetta e in cambio delle informazioni, pretende matrimoni vantaggiosi per le figlie e un titolo nobiliare.
Nel frattempo emissari del principe viaggiano di casa in casa per far indossare la scarpetta a ogni fanciulla del regno. Un drappello militare giunge a casa Tremaine dove viene fatta provare la scarpetta alle sorellastre, che non riescono a indossarla. Mentre i soldati stanno per ripartire, si ode in lontananza il canto di Ella, che la matrigna e il granduca invano cercano di tenere relegata nella torre. Kit, che si era unito in incognito al drappello, si rivela e fa liberare dalla torre la ragazza, che finalmente può indossare la scarpetta e, prima di andarsene abbracciata al suo innamorato, perdona la crudele e malvagia matrigna e le sue sorellastre,  che comunque vengono bandite dal regno insieme al granduca per sempre. Ella e Kit finalmente si sposano e diventano il re e la regina più amati dal popolo per la loro bontà e onestà nel governare.

## Produzione

### Pre-produzione

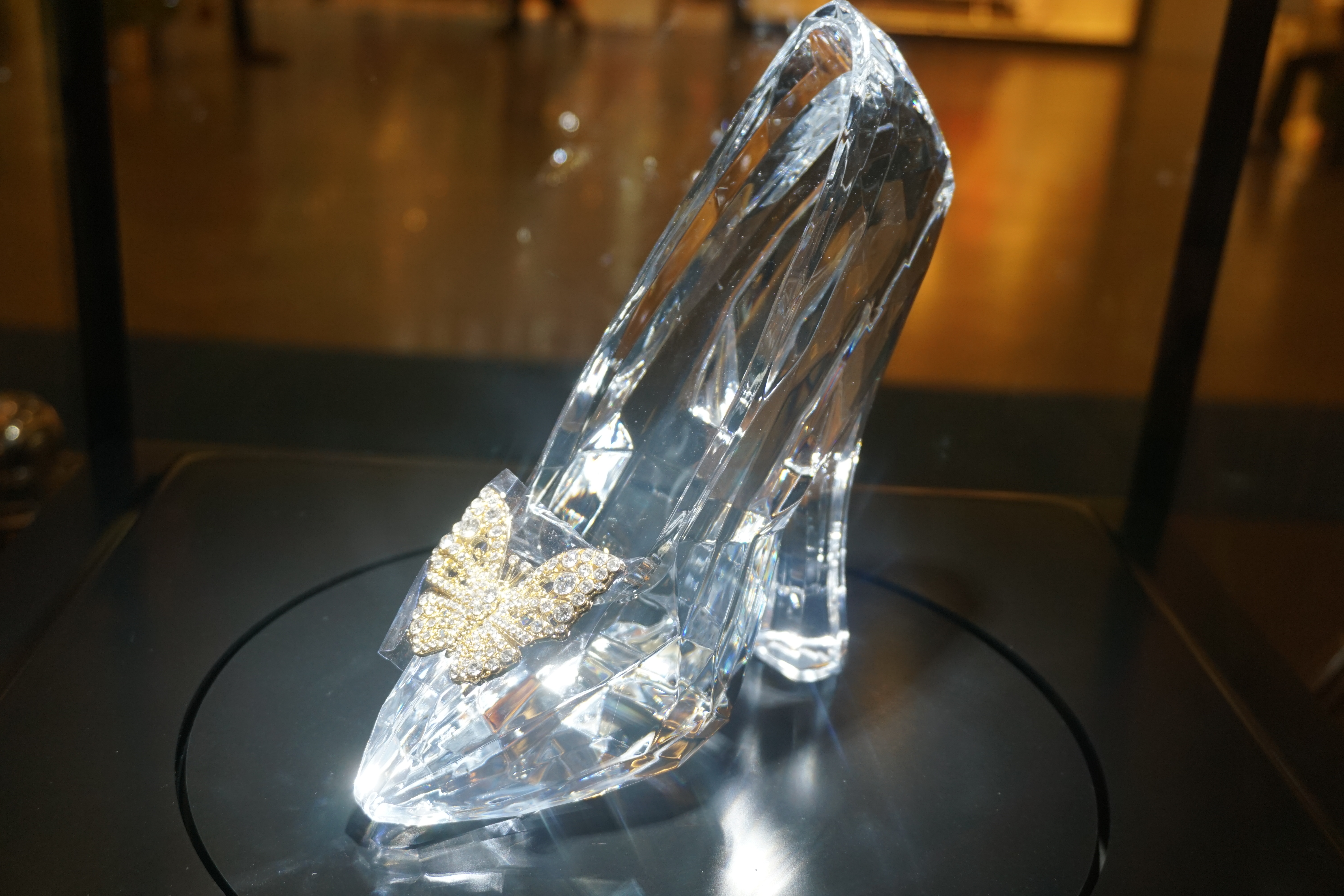
La scarpetta di cristallo

Il progetto entra in fase di pre-produzione nel 2010; dopo il successo di Alice in Wonderland, la Walt Disney Pictures comincia a lavorare al progetto nel maggio dello stesso anno.

### Regia
Inizialmente il progetto fu affidato al regista Mark Romanek, che però abbandonò per divergenze creative, difatti ha successivamente dichiarato che la sua visione era troppo dark per la Disney.

### Sceneggiatura
La prima sceneggiatura è stata stesa nel 2010 da Aline Brosh McKenna; successivamente nel marzo 2012 viene ingaggiato Chris Weitz per la ristesura dello script finale.

### Cast
- Lily James è Ella / Cenerentola.[4] Inizialmente il ruolo di protagonista fu offerto all'attrice Emma Watson,[4] che però rifiutò il progetto.[5] Furono poi considerate per la parte anche le attrici Saoirse Ronan,[4][6] Alicia Vikander[6] e Gabriella Wilde.[6] Per la scelta finale, insieme alla James, fecero un provino anche Imogen Poots, Bella Heathcote e Margot Robbie, ma la parte andò infine a Lily.
- Hayley Atwell è la madre di Cenerentola.[7]
- Helena Bonham Carter è la Fata madrina di Cenerentola[8] e anche la voce narrante della storia.
- Cate Blanchett è Lady Tremaine, la malvagia matrigna di Cenerentola.[4]
- Stellan Skarsgård è il Gran Duca, il perfido consigliere del Re.[9]
- Holliday Grainger e Sophie McShera sono le due perfide sorellastre di Cenerentola, rispettivamente Anastasia[10] e Genoveffa.[11]
- Richard Madden è Kit il Principe Azzurro.[12]
- Ben Chaplin è il padre di Cenerentola.
- Derek Jacobi è il Re, il padre del Principe Azzurro.

### Riprese
Le riprese del film si sono svolte interamente nel Regno Unito. Gli interni del palazzo reale sono stati girati al Royal Naval College, gli esterni tra i Pinewood Studios ed il castello di Windsor, mentre le riprese della foresta adiacente al palazzo sono state effettuate al Black Park di Iver Heath.

## Colonna sonora
Durante un'intervista in Svizzera nell'ottobre del 2013, il compositore Patrick Doyle ha confermato l'intenzione di scrivere la colonna sonora del film. La colonna sonora è disponibile nei negozi di dischi su CD e nei digital store da fine marzo 2015 e include anche le interpretazioni di Lily James e Helena Bonham Carter. Nella versione italiana Arisa interpreta Liberi, adattamento della canzone Strong.

## Promozione
Il primo teaser trailer del film è stato diffuso il 15 maggio 2014, mentre il secondo teaser arriva il 17 novembre dello stesso anno, insieme all'annuncio del primo trailer esteso diffuso il giorno seguente, 18 novembre.

## Distribuzione
La pellicola è stata distribuita nelle sale cinematografiche statunitensi a partire dal 13 marzo 2015 e in Italia dal 12 marzo dello stesso anno. Il film è stato preceduto dalla proiezione del cortometraggio Frozen Fever, mini-sequel del classico Disney Frozen - Il regno di ghiaccio.

### Edizione italiana
L'edizione italiana del film è stata curata dalla Disney Character Voices International con la supervisione di Roberto Morville. La direzione del doppiaggio e i dialoghi sono curati da Maura Vespini, assistita da Roberta Schiavon, per conto della SDI Media Italia che si è occupata anche della sonorizzazione.
I testi italiani delle canzoni e la direzione musicale furono affidati a Lorena Brancucci, Ermavilo e Virginia Tatoli con le canzoni incise presso Chrous Line Studios da Matteo Schiavio.

## Accoglienza

### Incassi
In Italia il film ha ottenuto un ottimo successo nel primo week end, incassando oltre 5 milioni di euro a fine corsa ha totalizzato 15 milioni. Nel Nord America ha incassato 201 091 690 dollari e 341 200 000 dollari negli altri territori per un totale mondiale di 542 291 690 dollari.

### Critica
Sull'aggregatore Rotten Tomatoes ha una percentuale di gradimento dell'83% basato su 259 recensioni, con un voto medio di 7.2 su 10. Su Metacritic riceve un punteggio di 67 su 100 basato su 47 recensioni. Su CinemaScore, il pubblico ha conferito un voto di "A" su una scala da "A+" ad "F".

## Riconoscimenti
- 2016 - Premio Oscar[23]
  - Candidatura per i migliori costumi a Sandy Powell
- 2015 - Critics' Choice Movie Award[24]
  - Candidatura per i migliori costumi a Sandy Powell
- 2015 - Hollywood Film Awards[25]
  - Migliori costumi a Sandy Powell
- 2016 - Satellite Award[26]
  - Candidatura per la miglior scenografia a Dante Ferretti
  - Candidatura per i migliori costumi a Sandy Powell
- 2015 - Teen Choice Awards[27]
  - Candidatura per il miglior film sci-fi/fantasy
  - Candidatura per la miglior attrice in un film sci-fi/fantasy a Lily James
- 2015 - Washington D.C. Area Film Critics Association Awards[28]
  - Candidatura per la miglior scenografia a Dante Ferretti e Francesca Lo Schiavo-Ferretti